# Roman Wójcicki
Roman Mirosław Wójcicki (ur. 8 stycznia 1958 w Nysie) – piłkarz polski grający na pozycji obrońcy.

## Życiorys
Drugi (po Zygmuncie Kalinowskim) zawodnik Śląska Wrocław, medalista mistrzostw świata. Pod koniec lat 70. i w latach 80. czołowy polski stoper. Imponował warunkami fizycznymi, świetnie grał głową, zarówno w defensywie, jak i w akcjach ofensywnych. Jak na obrońcę strzelał sporo goli. Z pewnością zawdzięczał to temu, że zaczynał jako napastnik i w miarę rozwoju kariery, przesuwał się w kierunku linii obronnych. Dobrze kierował obroną. Mankamentem była, co jest częściowo zrozumiałe przy tym wzroście, słaba zwrotność, przez co nie najlepiej wychodziły mu pojedynki z szybkimi, zwinnymi przeciwnikami.
Karierę zaczynał w 1969 roku w Stali Nysa jako napastnik. Grał dobrze i trafił do opolskiej Odry. Wkrótce został włączony do kadry seniorów, która w 1977 wywalczyła Puchar Ligi Polskiej w piłce nożnej. W ekstraklasie zadebiutował 24 lipca 1977 w meczu z Polonią Bytom. W 1978 roku trafił do młodzieżówki, a następnie do reprezentacji. Zadebiutował przeciwko Irlandii w Łodzi. Pojechał na argentyński mundial, ale nie zagrał w żadnym spotkaniu. Wiosną 1980 trafił do Śląska Wrocław. Na swój drugi mundial – w Hiszpanii w 1982 pojechał tuż po zdobyciu ze Śląskiem wicemistrzostwa Polski. W Hiszpanii Polacy wywalczyli III miejsce, a Wójcicki zagrał w ostatnim meczu z Francją.
Po Mistrzostwach przeszedł do Widzewa. W swym pierwszym sezonie wywalczył wicemistrzostwo Polski oraz awans do półfinału Pucharu Mistrzów. 1985 rok to III miejsce w lidze, Puchar Polski. Rok 1986 to ostatni sezon Wójcickiego w polskiej lidze zakończony III miejscem i 4 golami. Pojechał też na swoje trzecie Mistrzostwa Świata do Meksyku i wreszcie grał w podstawowym składzie. Wystąpił we wszystkich 4 spotkaniach, ale podobnie jak reszta drużyny nie zachwycił. Potem przeszedł do beniaminka Bundesligi FC Homburg. W 1988 jego klub spadł z ligi, a po roku do niej powrócił. Wójcicki jednak przeszedł do innego spadkowicza – Hannover 96. Wiosną 1989 po fatalnych występach w reprezentacji przeciwko Szwecji i Anglii pożegnał się z reprezentacją. W Hannover 96 był jednak czołowym zawodnikiem. Mimo nieudanych ataków na Bundesligę awansował do finału Pucharu Niemiec w 1991, a rok później zdobył to trofeum. Latem 1993 odszedł z klubu do zespołu ligi regionalnej Havelsee, gdzie przez 4 lata był grającym trenerem. Po zakończeniu kariery szkolił drużyny z niższych lig niemieckich.
Roman Wójcicki wystąpił w reprezentacji A w 62 meczach i strzelił 2 gole (27 stycznia 1984 r. zapewnił zwycięstwo nad Chińską Republiką Ludową, 17 maja 1987 r. zdobył bramkę przeciwko Węgrom). Strzelił 27 goli w polskiej ekstraklasie (8 dla Śląska) i 8 w Bundeslidze.